# Vrhovčeva ulica, Ljubljana
Vrhovčeva ulica je ena od ulic v Ljubljani. Obsega 15 hišnih številk, poteka pa od Rozmanove ulice do Njegoševe ceste.
V času italijanske okupacije Ljubljane je bila Vrhovčeva ulica del notranjega varnostnega obroča.